# Enriquillo (plaats)
Enriquillo is een kleine gemeente (13.300 inwoners) aan de zuidkust van de Dominicaanse Republiek. Het ligt in de provincie Barahona.
Enriquillo is ontstaan rond het einde van de 17e eeuw. De eerste bewoners waren weggelopen slaven. In het begin van de 18e eeuw werd er een boerderij gesticht met de naam Petitrou. In 1801 werd officieel de plaats Petitrou gesticht. In 1884 veranderde de naam in Enriquillo.

## Bestuurlijke indeling
De gemeente bestaat uit twee gemeentedistricten (distrito municipal):
Arroyo Dulce en Enriquillo.